# Brycon sinuensis
Brycon sinuensis är en fiskart som beskrevs av Dahl, 1955. Brycon sinuensis ingår i släktet Brycon och familjen Characidae. Inga underarter finns listade.